# Ren Jianxin
Ren Jianxin, 任建新S, Rén JiànxīnP (Lanzhou, gennaio 1958), è un imprenditore cinese, presidente e fondatore della azienda statale China National Chemical Corporation (ChemChina), una delle più importanti aziende statali cinesi operanti sul mercato internazionale.

## Infanzia ed educazione
Ren Jianxin è nato a Lanzhou nella provincia di Gansu. Durante la Rivoluzione culturale, ha lavorato a Dunhuang dal 1974 al 1975. Dal 1975 al 1984 ha lavorato presso il Lanzhou Chemical Machinery Research Institute. Ha ottenuto una laurea in ingegneria meccanica presso la China Central Radio and TV University (ora Open University of China). Nel 1994, ha conseguito un master in gestione aziendale presso il dipartimento di economia della Lanzhou University.

## Carriera
Nel 1984, Jianxin ha avviato grazie ad un prestito di 10.000 Yuan la Bluestar Company (蓝星公司), una fabbrica di solventi industriali, assieme a sette giovani impiegati; successivamente essa si è trasformata in China National Bluestar Company, una joint venture del Blackstone Group.
A partire dal 1996, Jianxin ha costruito l'impero di ChemChina assumendo il controllo per conto del governo, che ne è diventato proprietario, di oltre 100 aziende in difficoltà finanziarie. Il suo modello manageriale prevedeva il massimo contenimento dei licenziamenti trasferendo i lavoratori presso la catena di ristoranti "Malan Noodle" (facenti parte del gruppo ChemChina) e la modernizzazione attraverso l'utilizzo di consulenti esterni. Nel maggio 2004, dopo che il Consiglio di Stato cinese ha approvato la fusione all'interno di ChemChina di alcune società che precedentemente erano controllate dal Ministero dell'Industria Chimica, Ren Jianxin è stato nominato suo presidente e, dal dicembre 2014, presidente del consiglio di amministrazione. Jianxin è il presidente di quella che The Economist ha descritto come "la più dinamica e globalizzatrice tra le imprese statali cinesi".
Nel giugno 2018 Jianin lascia la guida della società per raggiunti limiti di età dopo la decisione delle autorità pubbliche cinesi di fondere ChemChina con Sinochem in modo da creare un nuovo gigante chimico globale con un fatturato di 120 miliardi di dollari.. 

## Riconoscimenti
Jianxin è indicato in Cina tra le "Top 10 M&A Figures", "The Most Famous Entrepreneurs" and “CCTV Annual Economic Figures”.
È stato insignito in Francia del titolo di cavaliere dell'Ordine nazionale al merito.